# 916-os busz (Kecskemét)
A kecskeméti 916-os jelzésű autóbusz a Széchenyi tér és a Miklovicsfalu között közlekedik. A viszonylatot a Kecskeméti Közlekedési Központ megrendelésére az Inter Tan-Ker Zrt. üzemelteti.

## Története
A járatot 2020. január 2-án indította el a Kecskeméti Közlekedési Központ a 16-os és 9-es buszok összevonásával. Az ellenkező irányban 169-es jelzéssel közlekedik.

## Útvonala
| Széchenyi tér ► Voelkertelep ► Miklovicsfalu ► Széchenyi tér |
| --- |
| Széchenyi tér vá. – Kápolna utca – Széchenyi körút – Jókai utca – Kada Elek utca – Kerkápoly utca – Talfája köz – Nagy Lajos király körút – Vacsi köz – Hegy utca – Belső Vacsihegyi út – Talfája köz – Nagy Lajos király körút – Miklovicsfalu, forduló – Nagy Lajos király körút – Vacsi köz – Bethlen körút – Jókai utca – Hornyik János körút – Széchenyi tér vá. |

## Megállóhelyei
Az átszállási kapcsolatok között az ellenkező irányban közlekedő 169-es busz nincs feltüntetve.
| 0  | Széchenyi tér végállomás | |
| 2  | Szövetség tér            | 14D, 16, 21, 22                                                                                             |
| 3  | Orvosi rendelő           | 9 |
| 4  | Egyetem (KVK)            | 9 |
| 5  | Hévíz utca               | 9 |
| 6  | Talfája köz              | 9 |
| 8  | Nagy Lajos király körút  | 9 |
| 9  | Fodros utca              | 9 |
| 10 | Hegy utca                | 9 |
| 11 | Vereckei utca            | 9 |
| 14 | Miklovicsfalu            | 16 |
| 15 | Nagy Lajos király körút  | 16 |
| 16 | Gázló utca               | 16 |
| 17 | Lajtha utca              | 16 |
| 19 | Budai kapu               | 16, 21, 22, 32 1080, 1081, 5075, 5214, 5215, 5216, 5217, 5240, 5241, 5242, 5245                             |
| 21 | Piaristák tere           | 1, 2D, 2S, 7, 7C, 9, 11, 11A, 15, 16, 19, 32 5220, 5222, 5223, 5244                                         |
| 23 | Széchenyi tér végállomás | 2, 2A, 2D, 2S, 3, 4, 4A, 4C, 5, 6, 7, 7C, 9, 10, 11, 11A, 12, 13, 13K, 14, 16, 18, 20, 20H, 23, 28, 29, 34A |